# Leljacana
De leljacana (Jacana jacana) is een vogel.

## Kenmerken
Alle jacana's hebben lange poten met extreem lange tenen, waarmee ze over drijfplanten kunnen lopen zonder weg te zakken. Het verenkleed van de leljacana is zwart en kastanjebruin. Aan de snavel bevinden zich grote rode lellen. Het vrouwtje wordt groter dan het mannetje en weegt ongeveer 150 gram, maar het verenkleed is bij beide geslachten gelijk. De lichaamslengte bedraagt zeventien tot 25 cm en het gewicht 90 tot 150 gram.

## Leefwijze
Hun voedsel van deze standvogel bestaat voornamelijk uit insecten en andere kleine waterdieren, maar ook zaden van rijstplanten staan op het menu.

## Voortplanting
Het nest wordt door het mannetje gebouwd op drijvende vegetatie. Hij bebroedt de eieren en brengt de jongen groot. Het territorium wordt door het vrouwtje tegen indringers verdedigd.

## Verspreiding
Deze soort komt voor in zuidelijk Midden-Amerika en het noordoosten van Zuid-Amerika en telt zes ondersoorten:
- J. j. hypomelaena: van het westelijke deel van Centraal-Panama tot noordelijk Colombia.
- J. j. melanopygia: van westelijk Colombia tot westelijk Venezuela.
- J. j. intermedia: noordelijk en centraal Venezuela.
- J. j. scapularis: westelijk Ecuador en noordwestelijk Peru.
- J. j. peruviana: noordoostelijk Peru en noordwestelijk Brazilië.
- J. j. jacana: van Trinidad, zuidelijk Colombia en zuidelijk Venezuela door de Guyana's tot oostelijk Bolivia, noordelijk Argentinië en Uruguay.

## Status
De grootte van de populatie is in 2019 geschat op 5-50 miljoen volwassen vogels. Op de Rode lijst van de IUCN heeft deze soort de status niet bedreigd.

## Afbeeldingen

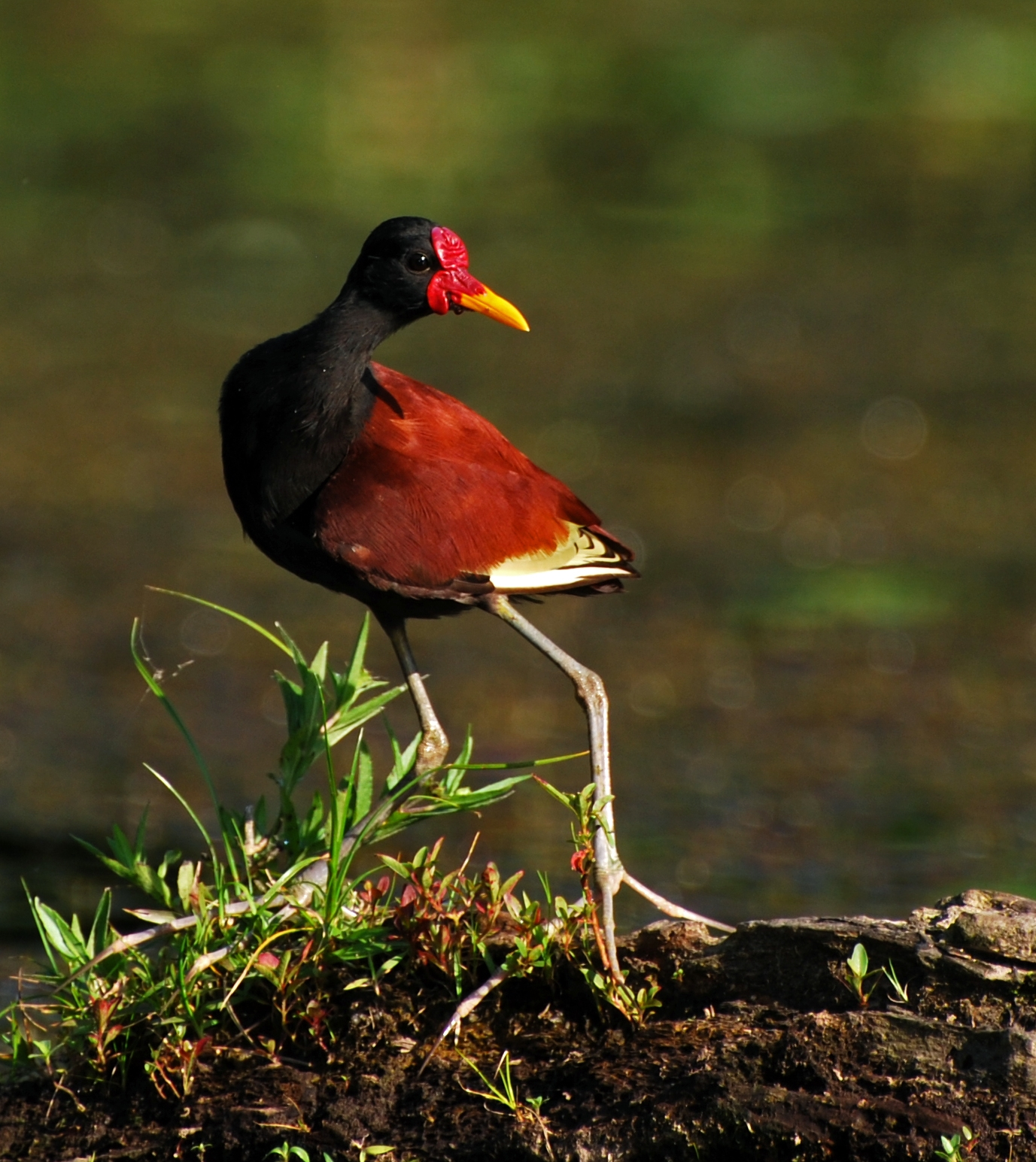
Leljacana in Ecuador
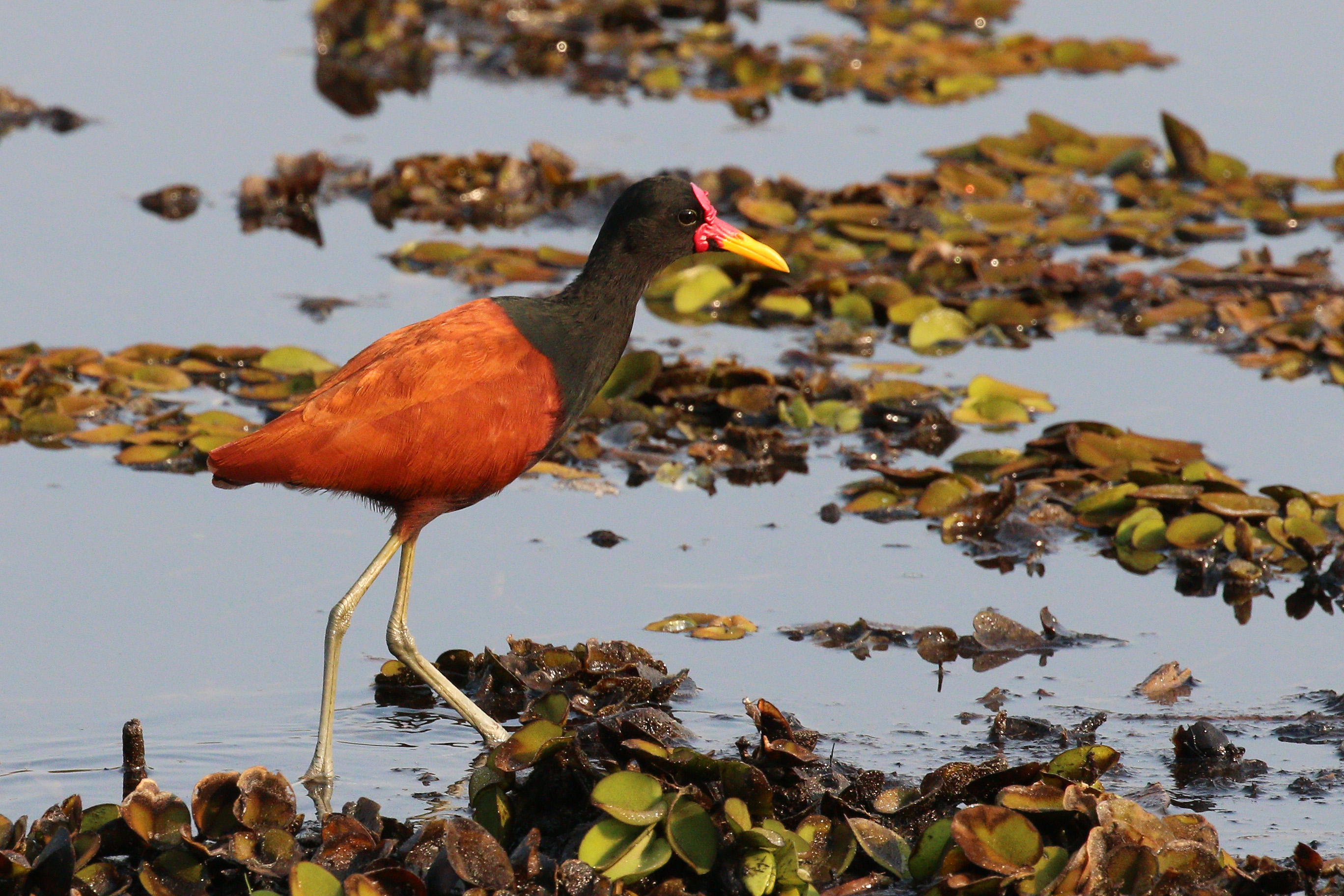
Leljacana in de Pantanal, Brazilië
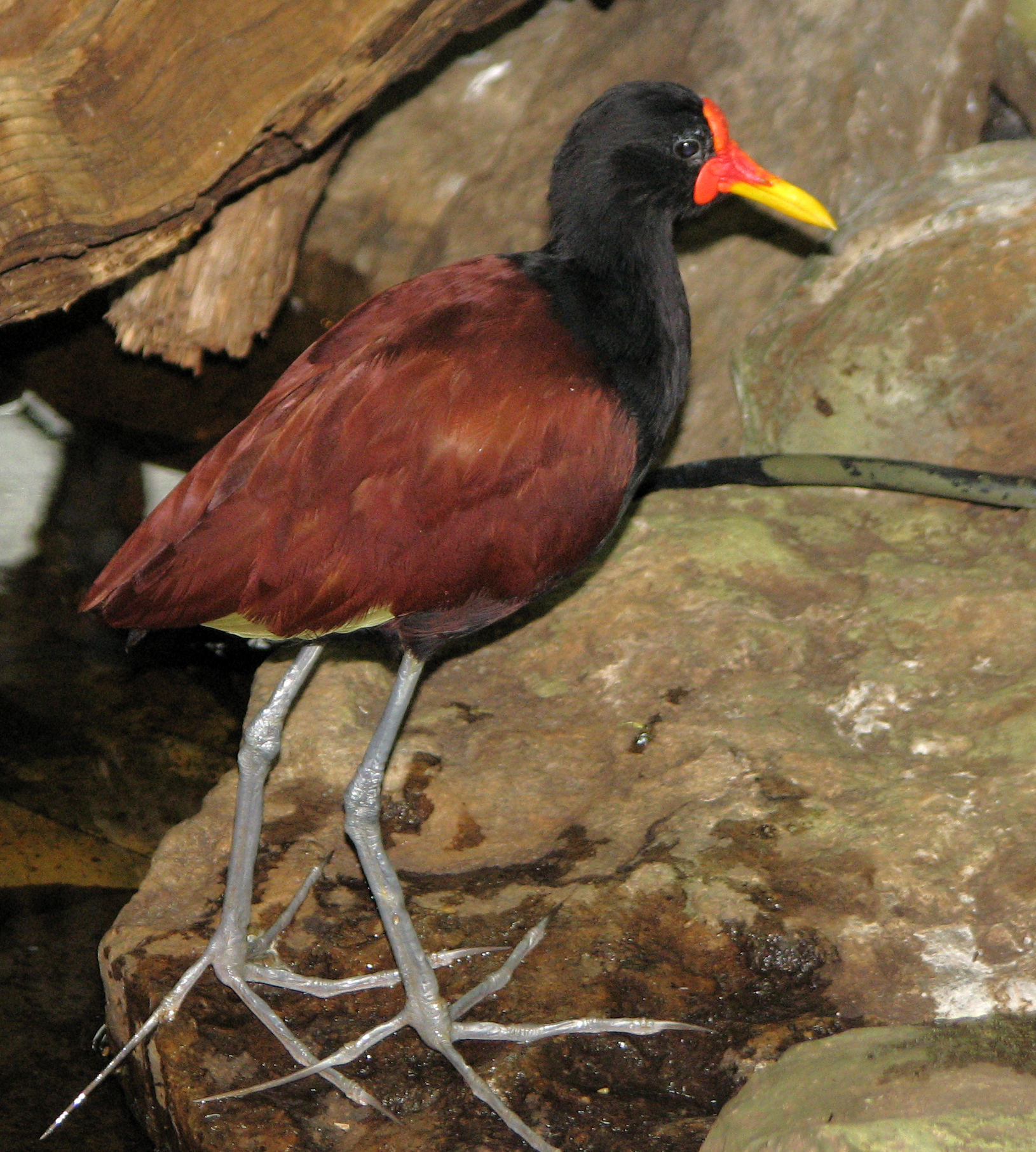
Leljacana in het Bird Kingdom aviary in Niagara Falls, Canada